# مطبخ كازاخستاني
المطبخ الكازاخستاني هو المطبخ التقليدي للشعب الكازاخستاني. يمتاز بلحم الضأن والحصان، بالإضافة إلى منتجات الألبان المختلفة. كان الكازاخيون لمئات السنين رعاة يقومون بتربية الأغنام ذات الذيل السمين، والجمال، والخيول، معتمدين على هذه الحيوانات في حياتهم. تأثر المطبخ الكازاخستاني بشدة بأسلوب الحياة البدوي في البلاد، فاعتمد على تمليح اللحوم وتجفيفها حتى تدوم لمدة طويلة، والحليب الحامض لسهولة توفره بالحياة البدوية.
اللحوم بأشكالها المختلفة هي العنصر الأساسي في المطبخ الكازاخستاني، ويعد لحم الحصان ولحم الضأن من أكثر أشكال اللحوم شيوعًا ويتم تقديمهما غالبًا على شكل قطع كبيرة غير مقطعة ومسلوقة. كان الكازاخيون يهتمون بشكل خاص بالخيول المخصصة للذبح، حيث يبقونها منفصلة عن الحيوانات الأخرى ويطعمونها كثيرًا لدرجة أنها غالبًا تجد صعوبة في الحركة بسبب فرط السمنة.

## الأكلات الشعبية والتقليدية
يتكون المطبخ الكازاخستاني من أربعة أنواع من اللحوم وهي: الخيول والإبل والأبقار والأغنام، ويعد لحم الخيول والجمال النوعين الرئيسيين من اللحوم بالمناسبات، حيث يكون الحصان هو النوع الرئيسي، بينما الأغنام والبقر من اللحوم الأكثر شيوعًا في الحياة اليومية.

#### أطباق اللحوم
- الاتقمير أو البسبارماق، هو طبق يتكون من لحم الحصان أو لحم الضأن المسلوق وهو الطبق الوطني لكازاخستان. ويسمى أيضًا "الأصابع الخمسة" بسبب طريقة تناوله، يتم تقطيع قطع اللحم المسلوق وتقديمها من قبل المضيف حسب أهمية الضيوف. يتم تناوله عادة مع المعكرونة المسلوقة ومرق اللحم المسمى سوربا، ويتم تقديمه تقليدياً في أوعية كازاخستانية تسمى كيسي.[4]
- قاضي، وهو نقانق لحم الحصان يتم تقديمه تقليديًا مع قارتا.
- قويرداق، طبق مصنوع من لحم الحصان أو الخروف المشوي مع القلب والكبد والكليتين، مقطعة إلى مكعبات وتقدم مع البصل والفلفل.
- بالاو، وهو طبق مصنوع من اللحم المقلي مع الجزر أو البصل أو الثوم، ثم يُطهى مع الأرز، يعرف أيضاً باسم المقرمشات، وهو دهن مذاب في وعاء كبير مع السكر، ويؤكل عن طريق الغمس. يتم تقديمه مع الخبز وغالبًا ما يتم تقديمه مع الشاي.
- قيماي، هو نقانق يتم صنعها عن طريق حشو الأمعاء بقطع من اللحم المفروم والدهون والثوم والملح والفلفل الأسود.
- جوبايريك أو كوبواب، ي طبق شعبي يحظى بشعبية كبيرة بين الصيادين والمسافرين، يتم تحميص قطع صغيرة من اللحم على النار.
- ميبالاو، هو طبق مصنوع من دماغ الأغنام، ويتم تحضيره عن طريق وضع الدماغ في وعاء خشبي، وإضافة النخاع، وقطع اللحم، والدهون المملحة في المرق، والثوم، وغالبًا ما يقدم للضيوف الكرام.
- اقشيلك، هو عظم الجمل الكبير يوزع على الأطفال بعد ذبح وطهي لحم الجمل.[5]
- زال، هي طبقة من الدهون الموجودة تحت عرف الحصان ويتم تقديمها فقط للضيوف المميزين، لأنها سلعة نادرة.
- أك سوربا، هو مرق أبيض يصنع في الخريف، وهو وجبة خاصة للرجال الأغنياء.

#### منتجات الحليب
تشمل منتجات الحليب السوت، وهو الحليب المغلي. القائمق، وهو كريمة حامضة مصنوعة من الحليب المغلي وتقدم أحياناً مع الشاي. ساري ماي، هي زبدة مصنوعة من الحليب القديم، وغالبًا ما تكون في كيس جلدي. إريمشيك، هو جبن القريش يُصنع من الحليب المغلي منزوع الدسم ويُضاف إليه القشدة الحامضة.

##### أطباق بالحليب
- قوريقتيق أو طعام الراعي، وهو عبارة عن حليب مكثف مصنوع في السهوب.
- التوساب، هو طبق مصنوع من الزبد على جوانب وعاء معدني ويستخدم كدواء.
- عيران، هو حليب حامض يستخدم في الشتاء والصيف.
- القيميز، وهو حليب الإبل والفرس المخمر، ويتم شربهما في كثير من الأحيان لفائدتهما الصحية.[7]

###### المخبوزات
أدى إدخال الدقيق إلى المطبخ الكازاخستاني إلى ظهور أطباق مثل باويرساق وهي كرات عجين مقلية، شيلبيك وهي كعكة مسطحة، مانتي وهو عبارة عن خليط متبل من لحم الضأن المطحون أو اللحم البقري المتبل بالفلفل الأسود، ملفوف في غلاف العجين، ويتم طهيه في قدر بخاري متعدد المستويات ويقدم مغطى بالزبدة أو القشدة الحامضة أو صلصة البصل. النان، وهو الخبز التقليدي المصنوع في فرن التندير، وهو شائع في المدن الواقعة على طول طريق الحرير.

###### المشروبات
المشروبات التقليدية هي حليب الفرس المخمر (القيميز)، حليب الإبل، حليب البقر، وحليب الغنم، وإريمشيك، وهو عبارة عن حليب حامض مجفف. في الصيف، يعد الشوبات أحد المشروبات الأساسية لدى شعب آداي الكازاخيين، أما الشاي الأسود، دخل المطبخ الكازاخستاني من الصين بعد تأسيس طريق الحرير وكان يُستهلك تقليديًا مع الحلويات بعد الطبق الرئيسي، ويشرب حالياً أسود قوي مع الحليب أو الكريمة.

###### الحلويات
الحلويات التقليدية الأكثر شيوعًا هي باويرق، شيلبيك، شيك شيك، وزنت التي تقدم بالمناسبات والأعياد. كان للدول المجاورة والمطابخ المتعددة تأثير كبير على الثقافة في كازخستان، مثل روسيا، التتار، أوكرانيا، الألمان، الأيغور، وكوريا، فتمت إضافة الخضروات والأسماك والمأكولات البحرية والأطباق المخبوزة والحلويات إلى المطبخ الكازاخستاني.

## معرض الصور

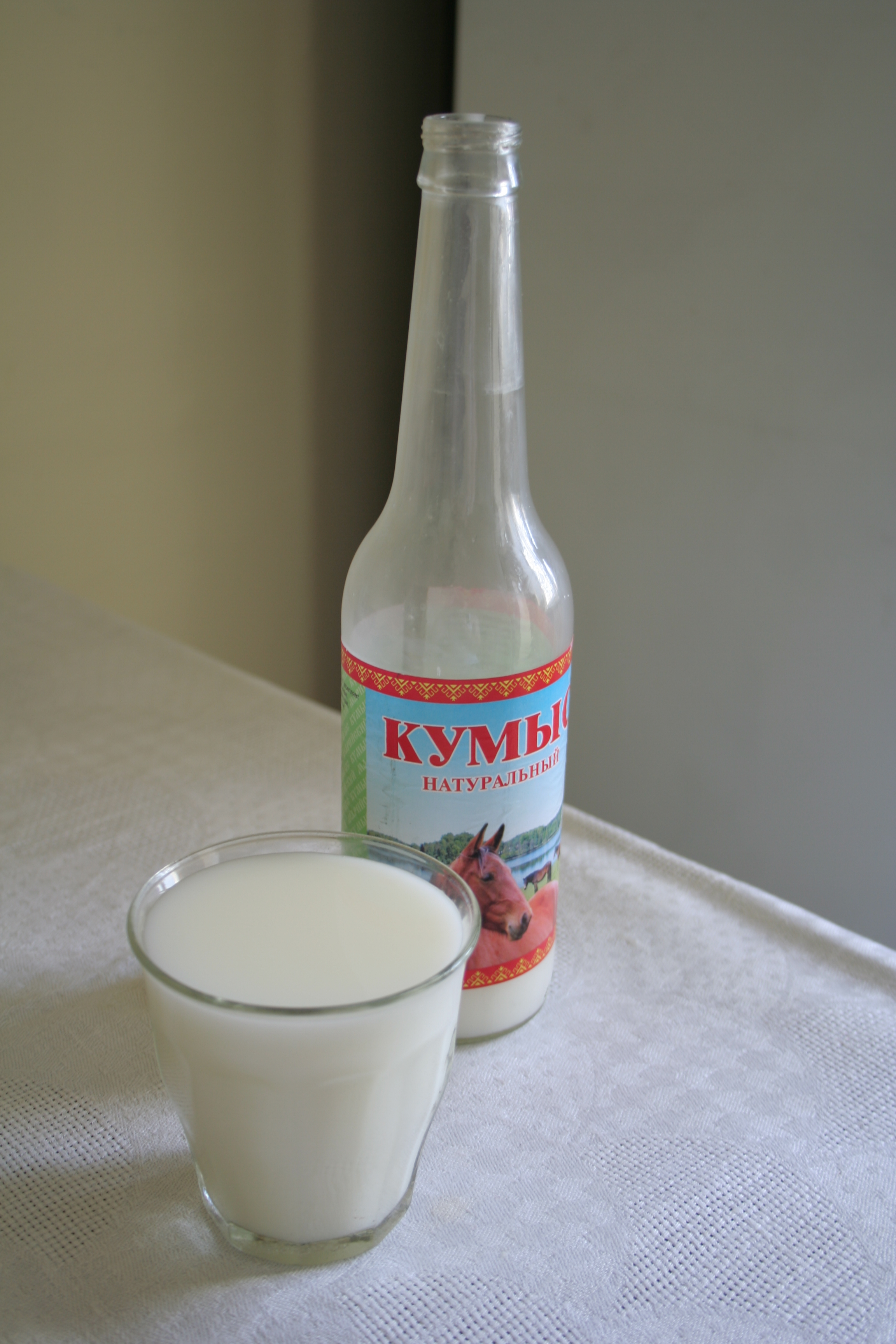
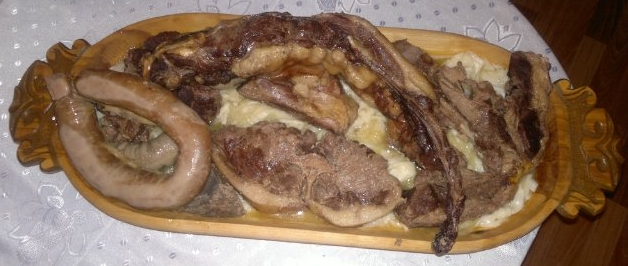
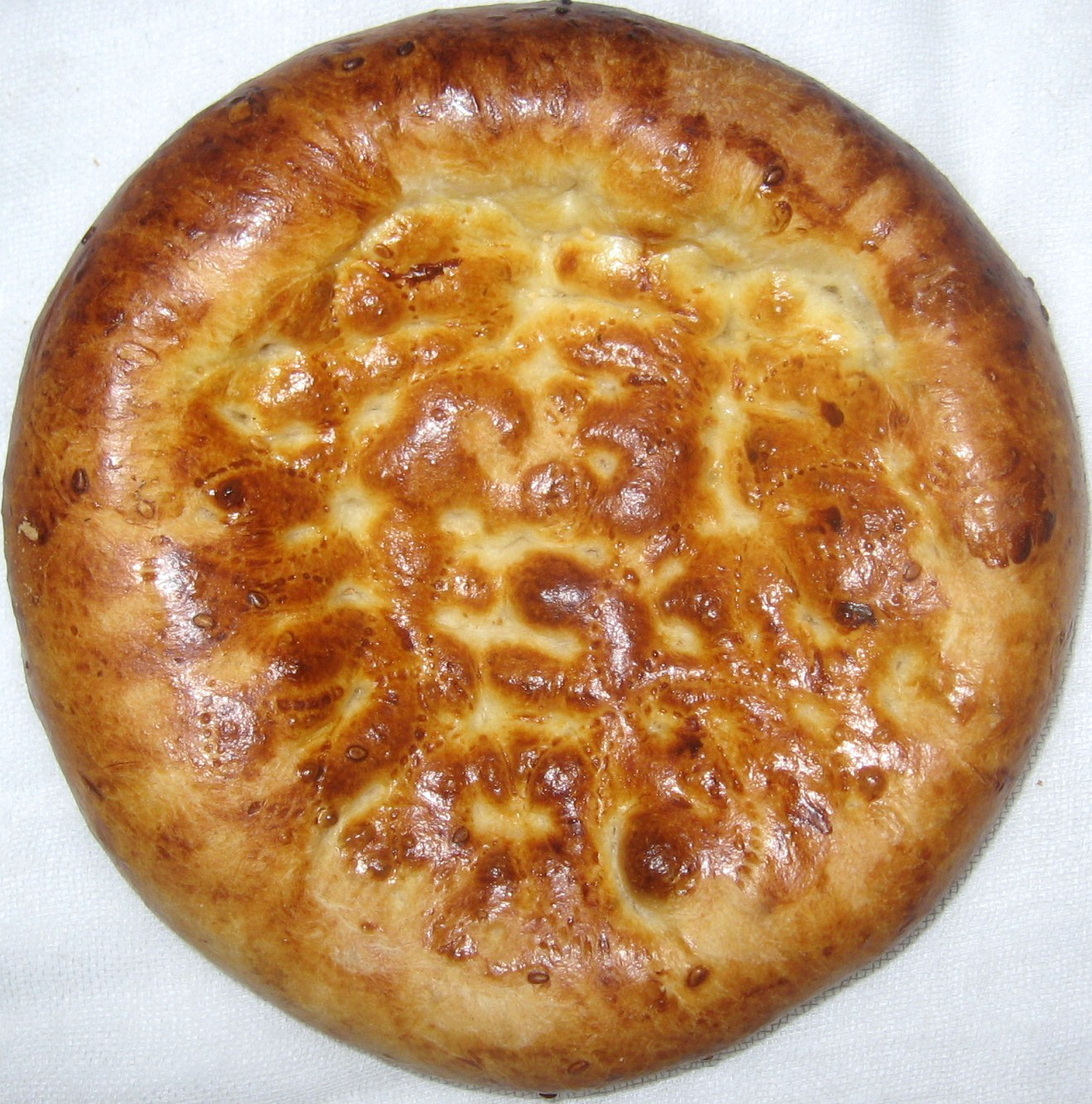
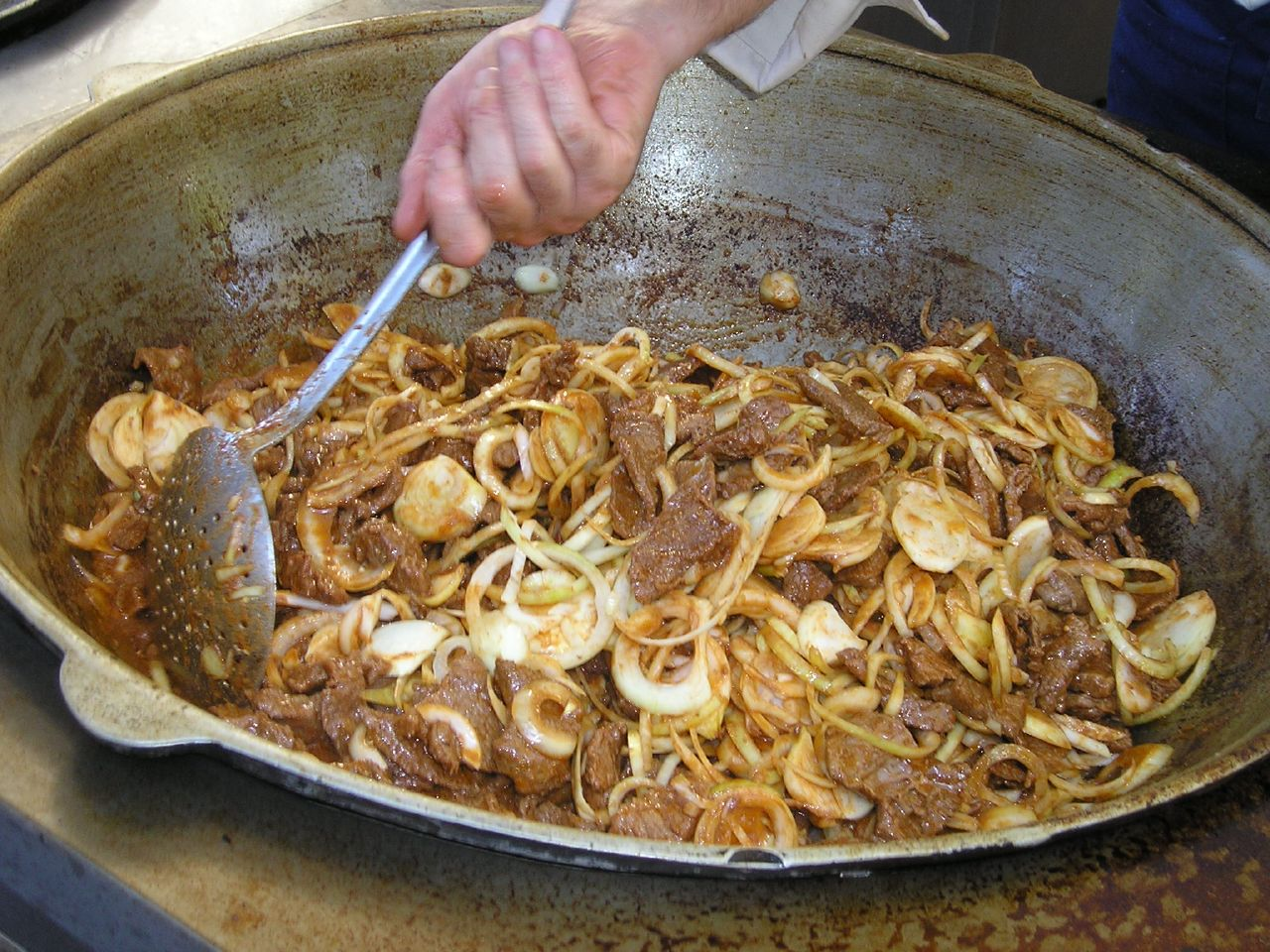
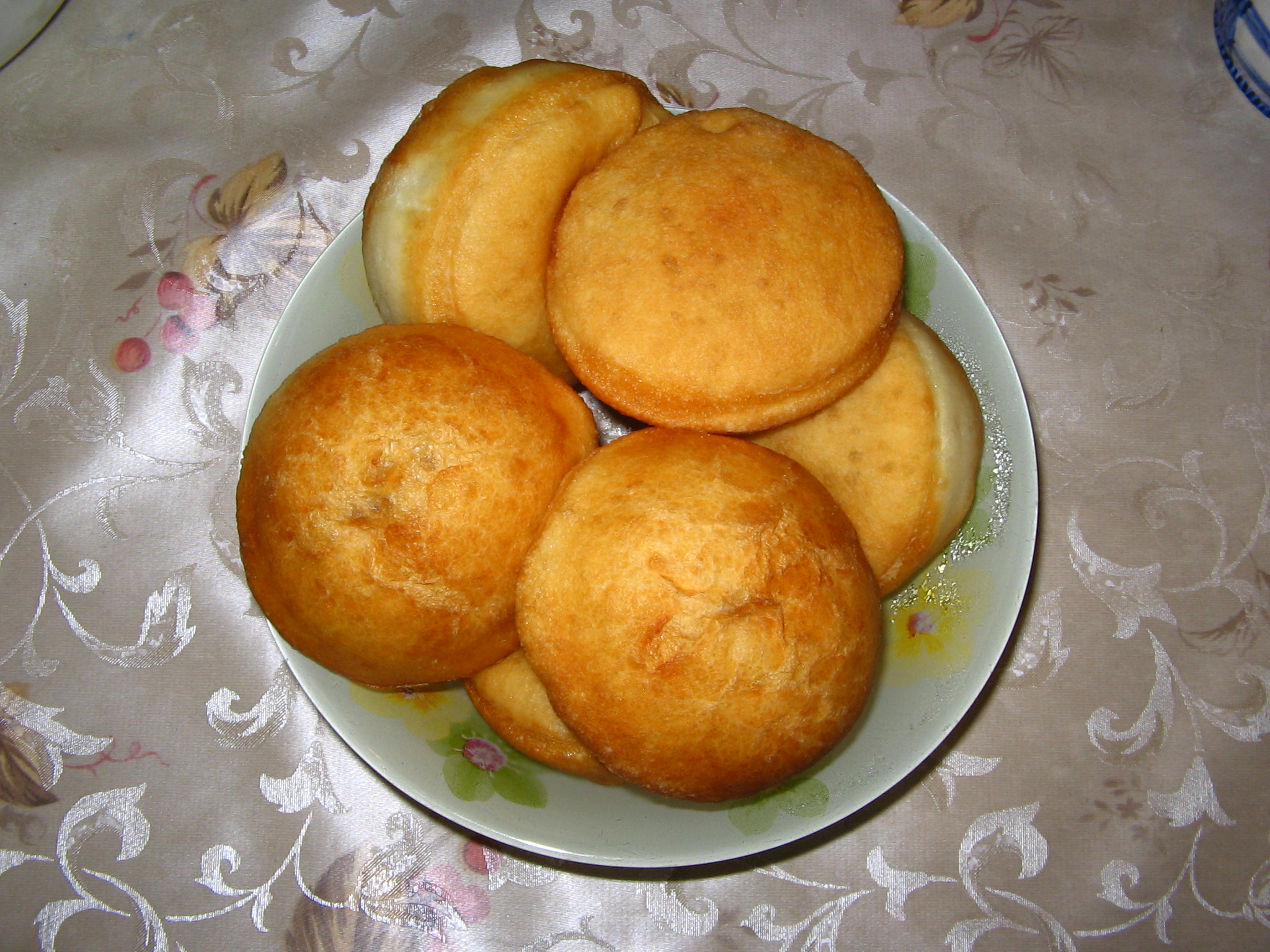